# تاتیو
تاتیو شهری در شهرستان تیو در استان بولکیمده در بورکینافاسوی غربی مرکزی است جمعیت آن ۷۲۷ نفر است.